# Protosticta
Protosticta is een geslacht van libellen (Odonata) uit de familie van de Platystictidae.

## Soorten
Protosticta omvat 47 soorten:
- Protosticta antelopoides Fraser, 1931
- Protosticta beaumonti Wilson, 1997
- Protosticta bivittata Lieftinck, 1939
- Protosticta caroli van Tol, 2008
- Protosticta coomansi van Tol, 2000
- Protosticta curiosa Fraser, 1934
- Protosticta damacornu Terzani & Carletti, 1998
- Protosticta davenporti Fraser, 1931
- Protosticta feronia Lieftinck, 1933
- Protosticta foersteri Laidlaw, 1902
- Protosticta fraseri Kennedy , 1936
- Protosticta geijskesi van Tol, 2000
- Protosticta gracilis Kirby, 1889
- Protosticta grandis Asahina, 1985
- Protosticta gravelyi Laidlaw, 1915
- Protosticta hearseyi Fraser, 1922
- Protosticta himalaica Laidlaw, 1917
- Protosticta khaosoidaoensis  Asahina, 1984
- Protosticta kiautai Zhou, 1986
- Protosticta kinabaluensis Laidlaw, 1915
- Protosticta lepteca van Tol, 2005
- Protosticta linduensis van Tol, 2000
- Protosticta linnaei van Tol, 2008
- Protosticta marenae van Tol, 2000
- Protosticta maurenbrecheri van Tol, 2000
- Protosticta medusa Fraser, 1934
- Protosticta monticola Emiliyamma & Palot, 2016
- Protosticta ngoai Phan & Kompier, 2016
- Protosticta nigra Kompier, 2017
- Protosticta pariwonoi van Tol, 2000
- Protosticta plicata van Tol, 2005
- Protosticta ponmudiensis Kiran, Kalesh & Kunte, 2015
- Protosticta proboscis Kompier, 2016
- Protosticta pseudocuriosa Phan & Kompier, 2016
- Protosticta reslae van Tol, 2000
- Protosticta robusta Fraser, 1933
- Protosticta rozendalorum van Tol, 2000
- Protosticta rufostigma Kimmins, 1958
- Protosticta sanguinostigma Fraser, 1922
- Protosticta satoi Asahina, 1997
- Protosticta simplicinervis Selys, 1885
- Protosticta socculus Phan & Kompier, 2016
- Protosticta spinosa Phan & Kompier, 2016
- Protosticta taipokauensis Asahina & Dudgeon, 1987
- Protosticta trilobata Fraser, 1933
- Protosticta tubau Dow, 2010
- Protosticta uncata Fraser, 1931
- Protosticta vanderstarrei van Tol, 2000
- Protosticta versicolor Laidlaw, 1913